# Skrino Rocks
Die Skrino Rocks (englisch; bulgarisch скали Скрино skali Skrino) sind eine in ost-westlicher Ausrichtung 570 m lange Kette von Klippen vor der Ostküste von Robert Island im Archipel der Südlichen Shetlandinseln. Sie liegen 1,03 km ostnordöstlich des Kitchen Point und 3,34 km südsüdöstlich des Salient Rock.
Britische Wissenschaftler kartierten sie 1968, bulgarische 2009. Die bulgarische Kommission für Antarktische Geographische Namen benannte sie 2010 nach der Ortschaft Skrino im Westen Bulgariens.